# Bullerön
Bullerön ou Bullerö est une île de l'archipel de Stockholm  en Suède,,.

## Présentation
D'une superficie de 0,78 km² Bullerön fait partie de la paroisse de Nämdö et de la commune de Värmdö.
Elle est située à l'est de Nämdö. 
Bullerö est l'île principale de l'archipel de Bullerö et fait partie de la réserve naturelle de Bullerö.
Dans l'île de Bullerön, il y a de bons ports naturels à Storbåtsviken au nord, à Bodkobbshålet près du village et à Rävängsviken à l'est.

## Histoire
Dans le registre du recensement de 1653, il y a une note sur une première tentative de d'habitation à Bullerö. En 1688, un certain Erik Matsson reçut l'autorisation du propriétaire foncier d'Östanvik de construire une ferme "Erich Matzsson construit une ferme". Les principales activités étaient la pêche et la chasse aux phoques et aux oiseaux marins.
L'artiste Bruno Liljefors a acheté l'île en 1908 et y a construit un pavillon de chasse à Rävängen où il séjournait avec sa famille durant l'été. 
Au début du XXème siècle, Liljefors et ses amis du "Bullerölaget" ont fait connaître l'archipel plus largement. 
Le cercle d'amis comprenait, entre autres, Anders Zorn, Albert Engström, Axel Sjöberg et le baron de l'aviation Carl Cederström. 
On raconte que lorsque Bruno Liljefors a invité ses amis, ils ont chargé une barge de provisions - beaucoup de nourriture, de boissons et de personnel de cuisine - et se sont dirigés vers Bullerön. 
Ils ont fait la fête et se sont bien amusés pendant plusieurs jours jusqu'à ce qu'il n'y ait plus de nourriture et de boissons. Ensuite, ils ont simplement terminé et sont rentrés chez eux. Une petite baie à l'est de Rävängen est aujourd'hui appelée la baie de Zorn parce que Anders Zorn y amarrait son voilier Mejt.
En 1923, Liljefors vendit Bullerön à l'homme d'affaires et journaliste Torsten Kreuger, frère du financier Ivar Kreuger. Torsten Kreuger fit agrandir le pavillon de chasse.
La réserve naturelle de Bullerö appartient à l'État depuis 1967 par l'intermédiaire de l'Agence suédoise de protection de l'environnement. 
Le superviseur de la Fondation pour l'archipel, Johan Stake, a vécu sur l'île pendant de nombreuses années et s'est occupé de la réserve, mais a passé le relais au défenseur de l'environnement Jan Olsén lorsque le conseil d'administration du comté de Stockholm en a repris la gestion en 2008. La réserve est gérée par des défenseurs de l'environnement salariés. La mission est de mettre à disposition et de gérer la nature protégée.

## Galerie

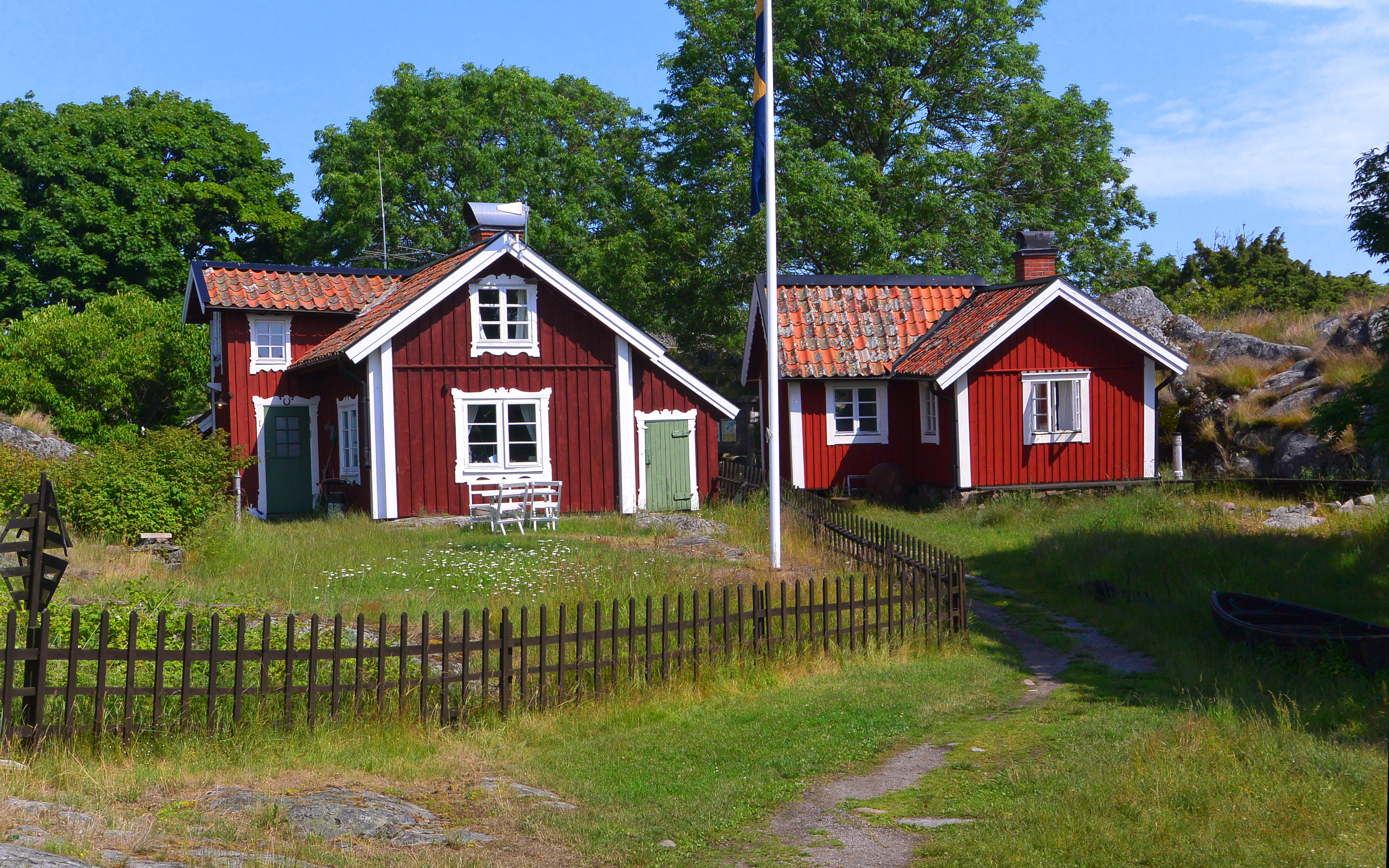
Hemviken.
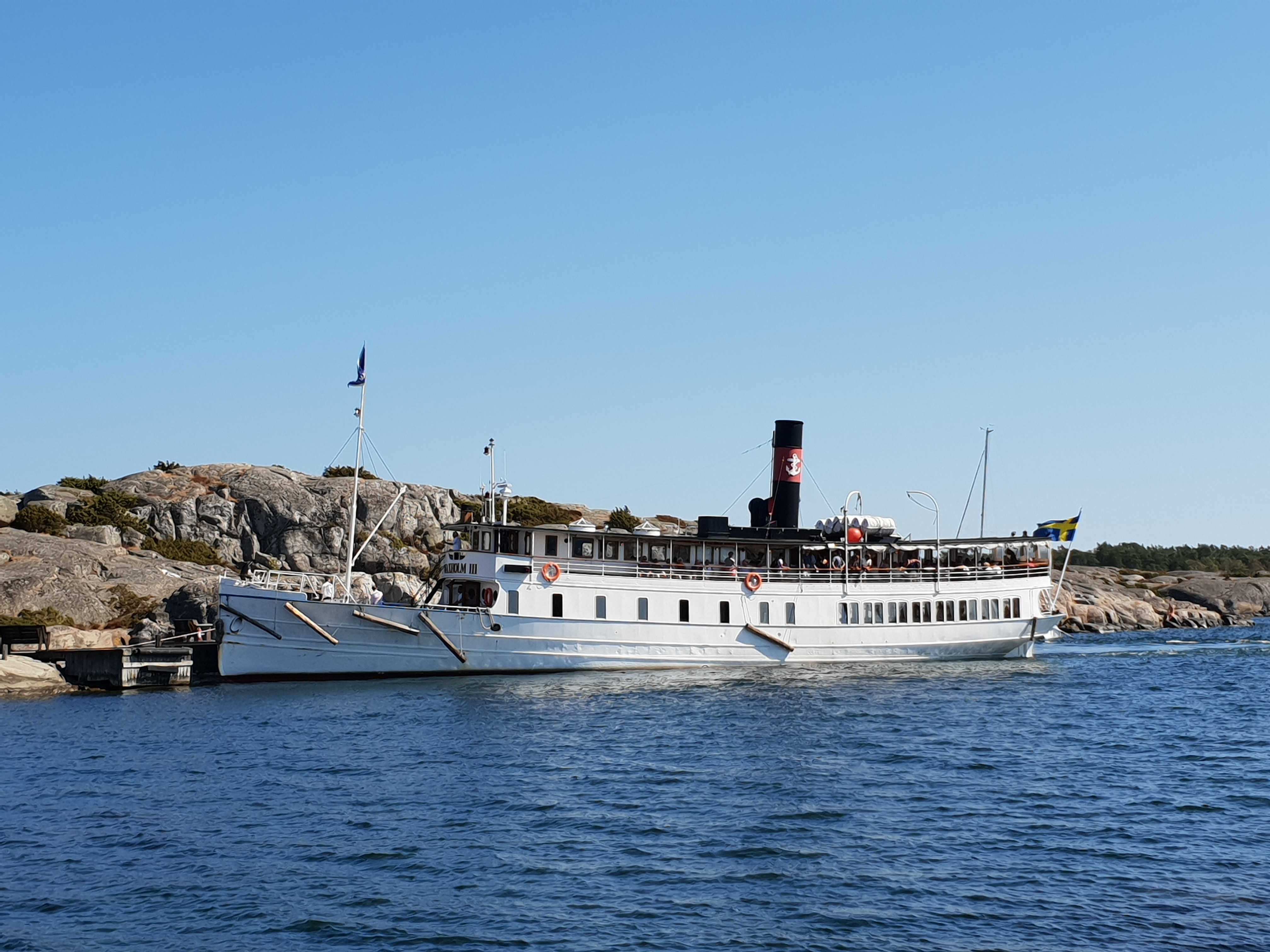
M/S Waxholm III.
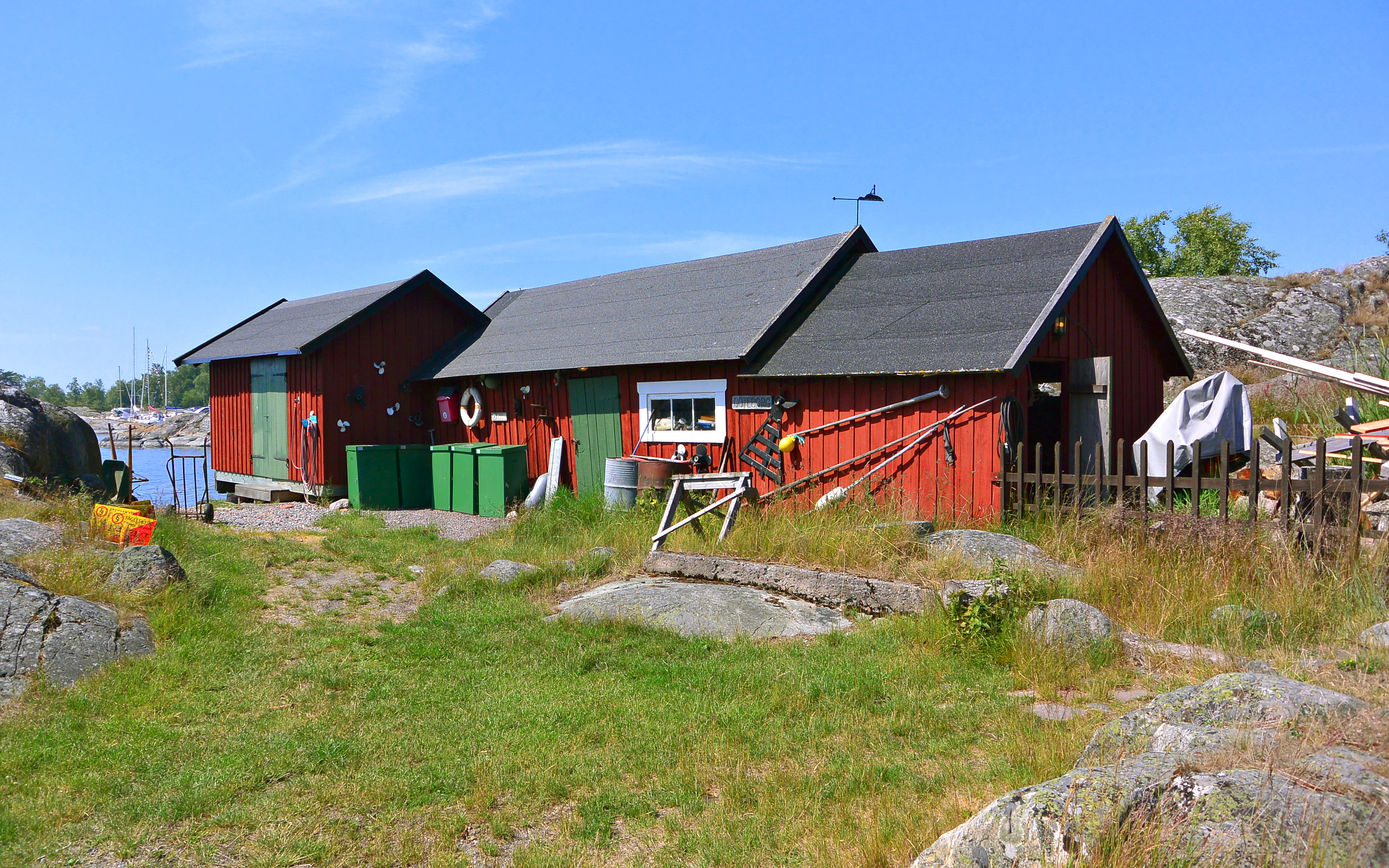
Hangars à bateaux.
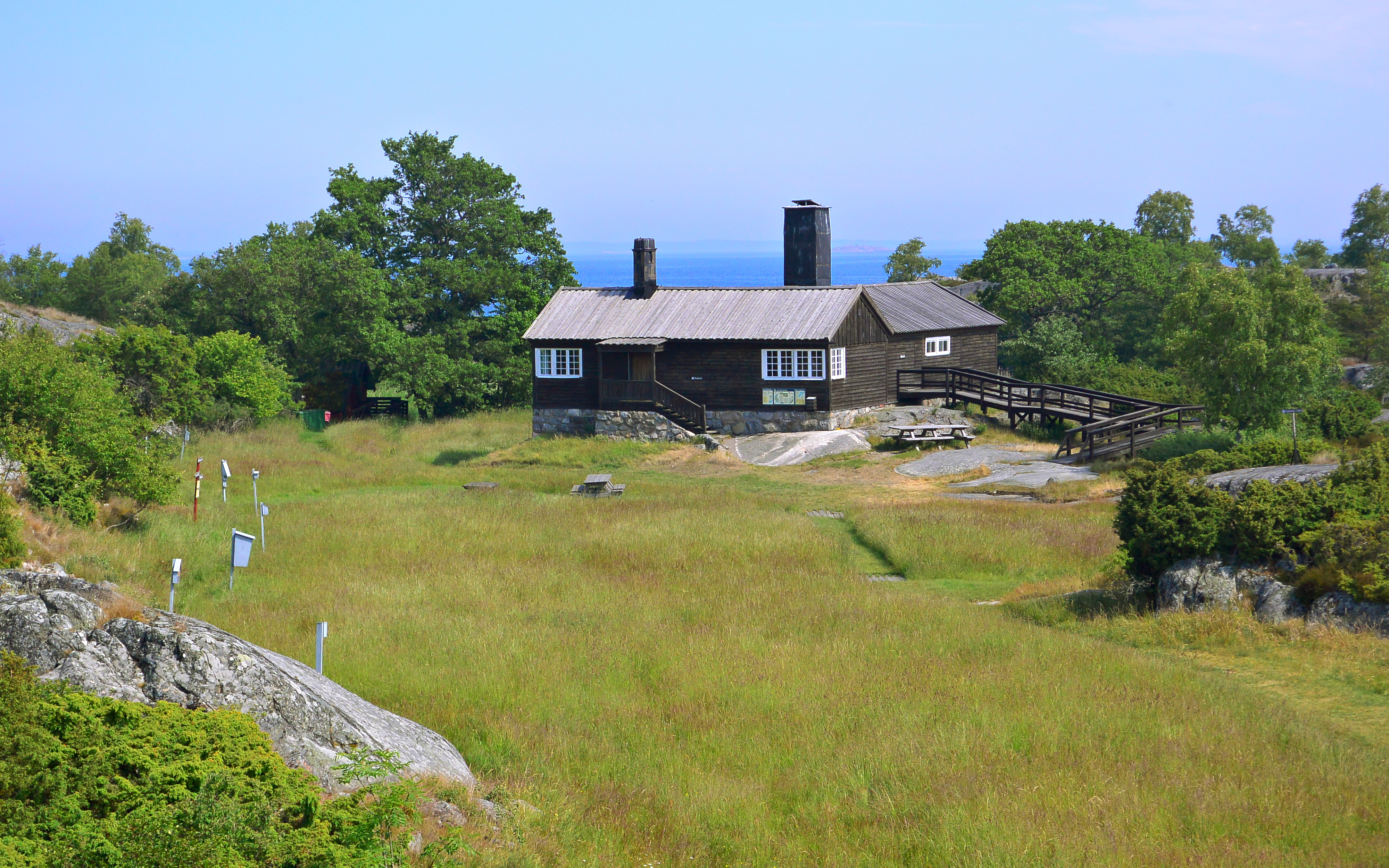
Le pavillon de chasse de Bruno Liljefors.